# 僧叡
僧叡，魏郡长乐（今河南安阳）人，东晋时期佛教高僧。
其18岁出家，拜僧贤为师，尝听僧朗讲《放光般若经》，得其赏识。24岁开始游历讲学，姚秦弘始三年（401年）鸠摩罗什到长安，即随受禅法。被司徒姚嵩、秦王姚兴礼敬。曾与僧肇等共参学，为罗什四大弟子之一（其他为道生、僧肇、道融），平日弘赞經法，願生西方净土。